# Metro - notater om de underjordiske
|  | Denne artikel er oprettet af botten PalnaBot ud fra en ekstern database. Den kan derfor have sproglige fejl eller mangler. Denne skabelon kan fjernes efter kontrol af indholdet. |

Metro - notater om de underjordiske er en dokumentarfilm fra 2002 instrueret af Jan Haugaard og Mikkel Sangstad efter manuskript af Jan Haugaard.

## Handling
Konstruktionen af den første etape af Metroen i København er en af Danmarkshistoriens største ingeniørbedrifter. Men i løbet af de fem år, anlægsarbejdet varede, så hovedstadens beboere kun toppen af isbjerget. Det virkelige drama udfoldede sig under jorden, hvor en arbejdsstyrke på 1500 mennesker fra ti nationer samarbejdede om med en gennemsnitshastighed på tredive meter om dagen at styre to gigantiske tunnelboremaskiner otte kilometer tværs gennem Københavns bymidte. I en dynamisk og handlingsmættet montage følger filmen borebissernes kamp med den gamle bys lunefulde kalkundergrund de sidste tre år frem til gennembruddet til endestationen på Frederiksberg.